# Rocher du Lion
Le rocher du Lion (Lion Rock, 獅子山), est une montagne de Hong Kong, située dans les Nouveaux Territoires, entre Kowloon Tong et Tai Wai. Le rocher, constitué de granite clairsemé d'arbustes, culmine à 495 mètres d'altitude.

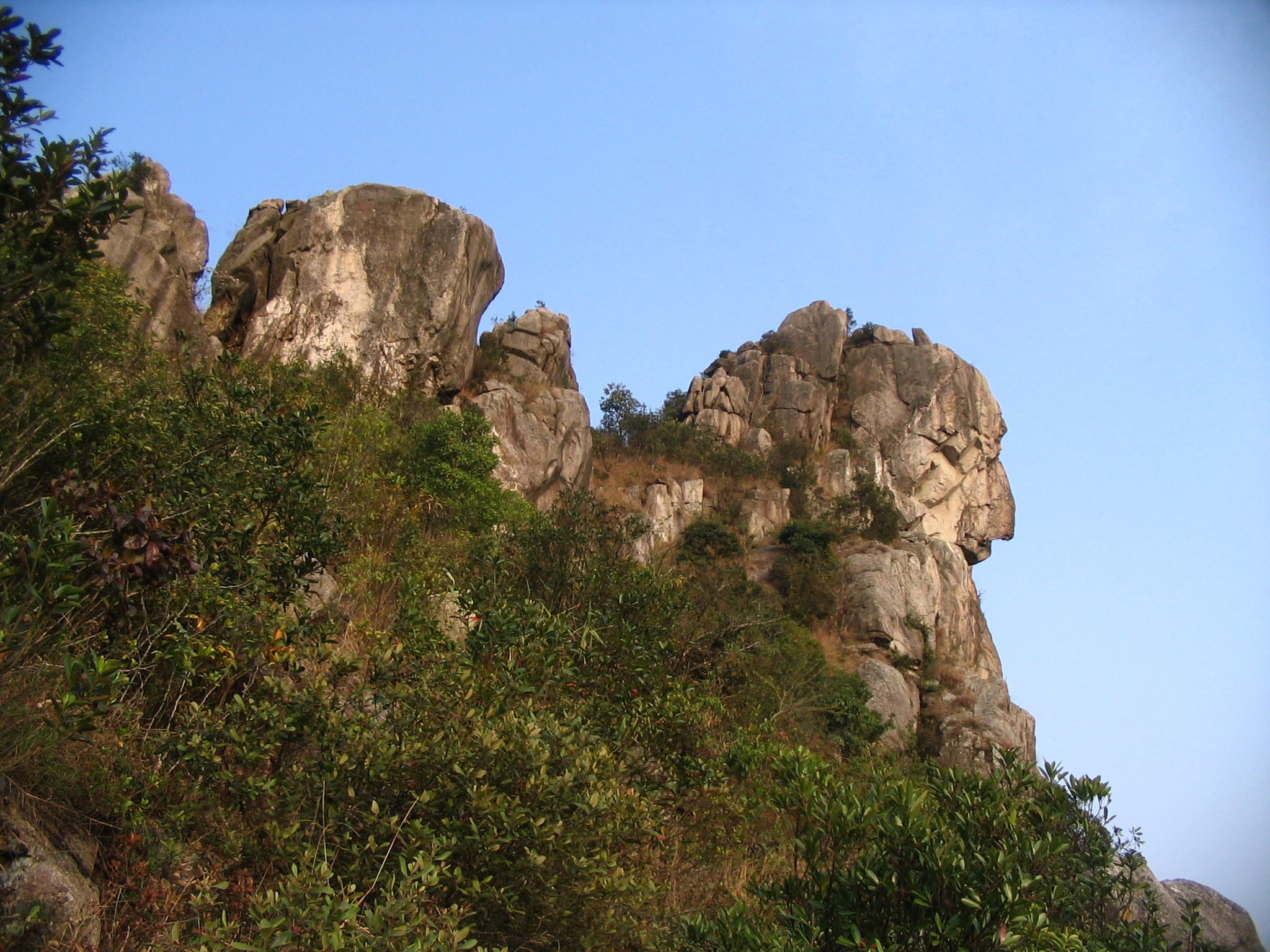
Vue du rocher en forme de lion du côté ouest.

Le rocher du Lion se remarque par sa silhouette qui prend la forme d'un lion accroupi : l'aperçu de cette image est le plus frappant entre les zones de Choi Hung et de San Po Kong dans la partie est de Kowloon. Un sentier serpente à travers la forêt à flanc de colline jusqu'au sommet où se situe la « tête de lion ». Le sentier peut être suivi à travers le profil du lion, éventuellement en liaison avec le sentier MacLehose. Le rocher offre un panorama au loin sur la ville de Kowloon et sur l'île de Hong Kong. La totalité de la zone du rocher se situe dans le parc rural de Lion Rock à Hung Mui Kuk dans l'agglomération de Tai Wai qui est accessible en voiture par le biais du tunnel Lion Rock, reliant Kowloon Tong à Tai Wai.
Le rocher du Lion se trouve à proximité d'une autre structure rocheuse, le rocher d'Amah. Une route au sein de la ville de Kowloon est nommée Lion Rock Road (獅子石道).

## Références culturelles

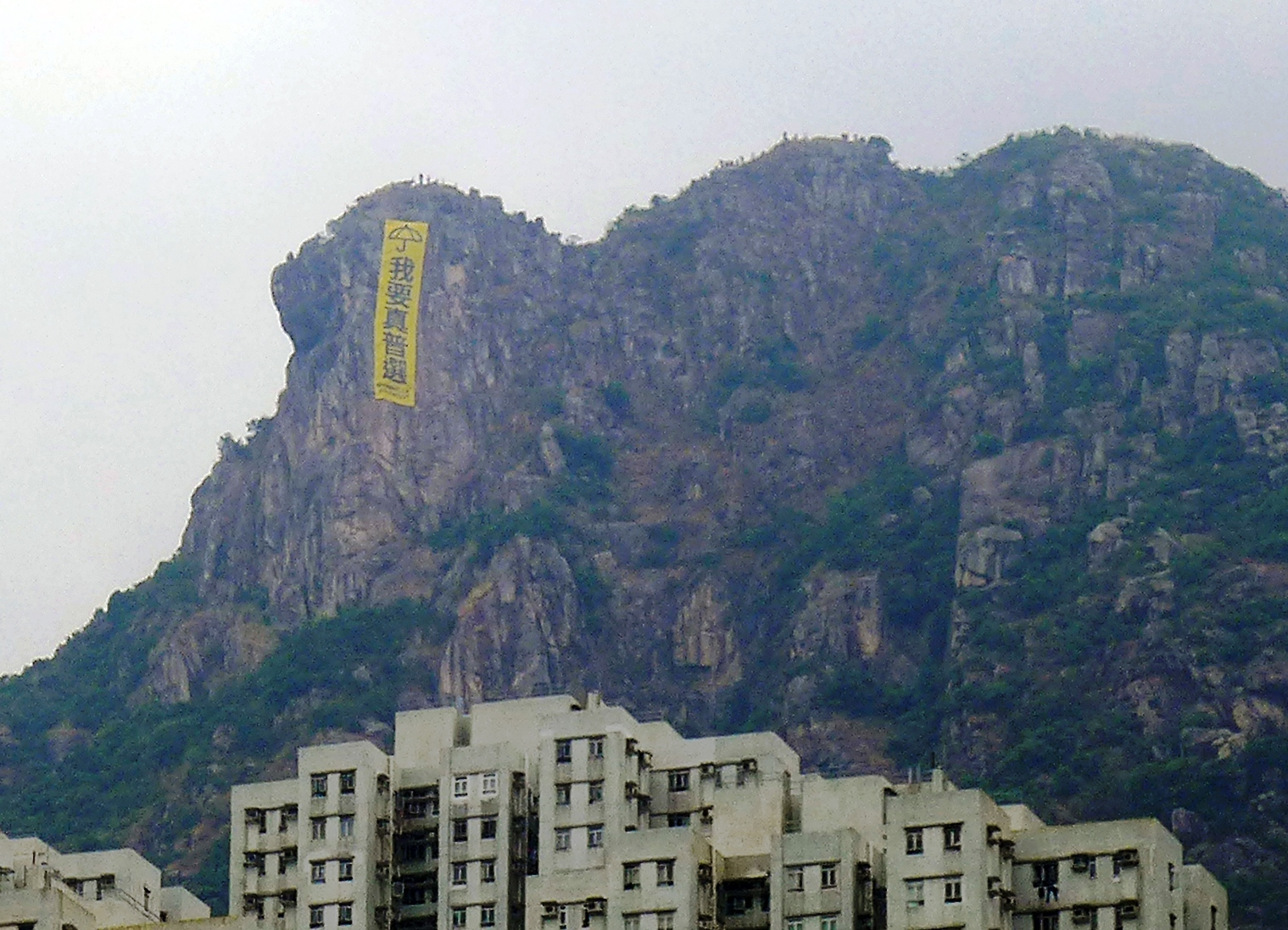
Bannière accrochée au rocher du Lion en soutien aux manifestations de Hong Kong de 2014.